# Maximilianstraße 58 (Augsburg)

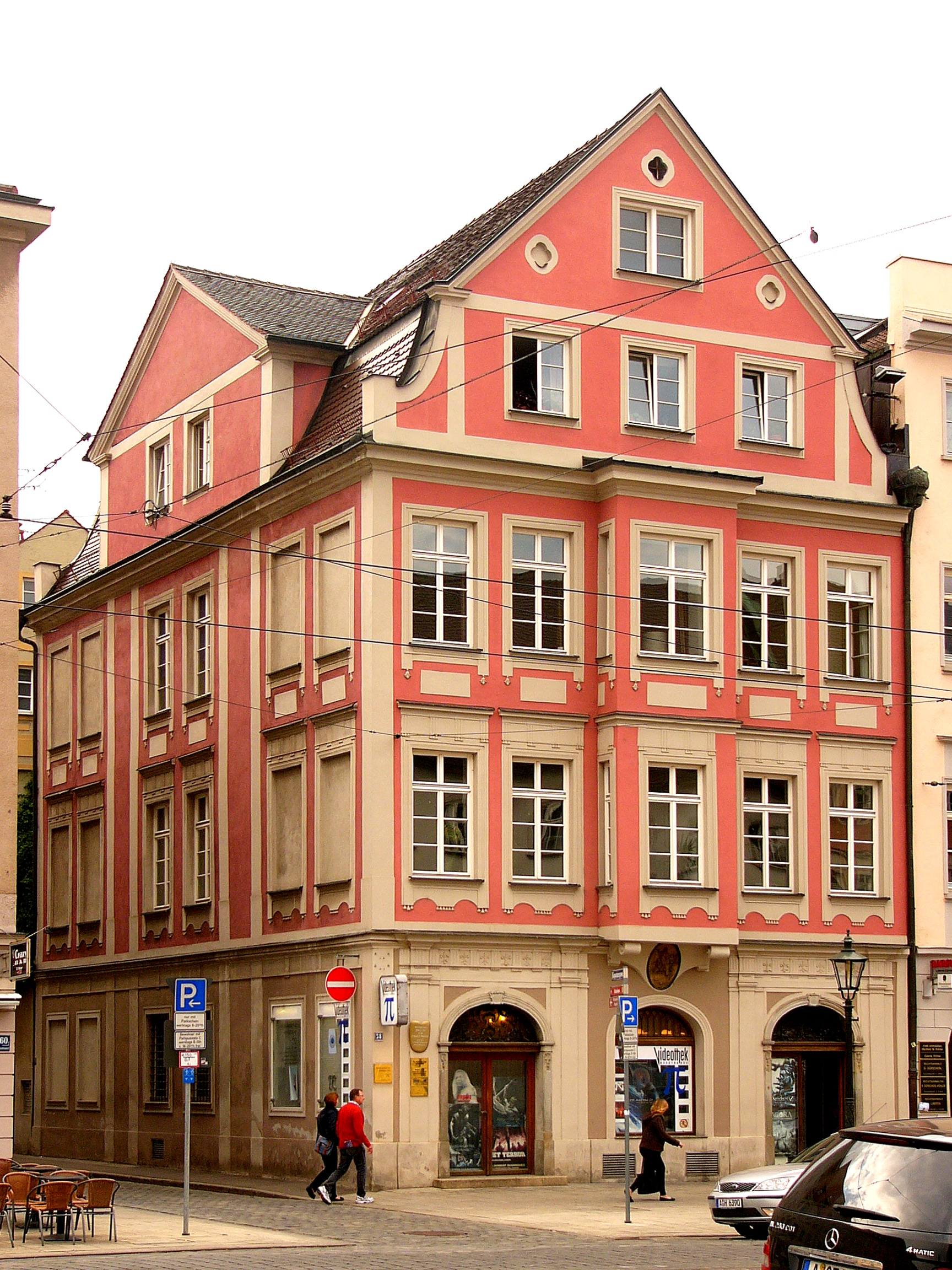
Bosch-Haus

Das Bürgerhaus Maximilianstraße 58, auch Bosch-Haus genannt, ist ein geschütztes Baudenkmal in Augsburg.

## Geschichte
Der Keller im Vorderhaus geht auf das 15. Jahrhundert zurück. Der dreigeschossige Giebelbau stammt im Kern aus dem 16. Jahrhundert. Im Laufe der Jahrhunderte erfolgten zahlreiche Umgestaltungs- und Erweiterungsmaßnahmen. Ehemaliger Besitzer war Melchior Hainhofer der Ältere, für welchen 1550 die südliche Hofarkadenwand errichtet wurde. Ende des 17. Jahrhunderts erfolgte ein Umbau. Zeitweise bewohnte das Haus Philipp Eduard Freiherr Fugger-Weißenhorn. 1764 bis 1784 erscheint der Maler Matthäus Günther als Eigentümer des Hinterhauses. Aus seinem Umkreis stammt auch das Deckenfresko im Treppenhaus. 1765 entstand die der Maximilianstraße zugewandte Hausfassade. Den heutigen Namen erhielt das Haus von der Familie Bosch, der es seit 1935 gehörte. In den 1970er Jahren fand eine Renovierung statt.